# Georg Steinhauser
Georg Steinhauser (né le 21 octobre 2001) est un coureur cycliste allemand, membre de l'équipe EF Education-EasyPost.

## Biographie
Georg Steinhauser grandit au contact du monde du cyclisme. Son père Tobias a évolué au niveau professionnel entre 1996 et 2005 sous les couleurs de la Mapei-QuickStep puis de la T-Mobile. Sa tante Sarah a été l'épouse de Jan Ullrich (le vainqueur du Tour de France 1997) entre 2006 et 2017. 
Il pratique de nombreux sports, comme le ski, le football, le tennis et l'escalade avant de se mettre au cyclisme. En 2019, il se distingue en remportant le Tour du Valromey (avec une étape), et une étape du Tour de Haute-Autriche juniors. Il représente également son pays lors des championnats du monde dans le Yorkshire, où il se classe 18e de la course en ligne, dans la catégorie juniors (moins de 19 ans).
Il rejoint l'équipe continentale autrichienne Tirol-KTM en 2020, pour ses débuts chez les espoirs (moins de 23 ans). En 2021, il se fait remarquer lors du Tour des Alpes en participant à une échappée sur la dernière étape, avec plusieurs coureurs du World Tour. Quelques mois plus tard, il termine deuxième et meilleur jeune du Tour de Bulgarie. Il s'impose ensuite lors la dernière étape du Tour de la Vallée d'Aoste avec près de quatre minutes d'avance sur son premier poursuivant, après un numéro en solitaire au Valnontey. Deux semaines plus tard, à 20 ans, il se classe neuvième du Tour de l'Ain. Lors du Tour de l'Avenir, il se classe notamment deuxième de la dernière étape montagneuse et 16e du classement général final, puis conclut sa saison avec une troisième place sur le Tour de Lombardie amateurs, battu au sprint par Paul Lapeira. 
En 2022, il rejoint à 20 ans le World Tour au sein de l'équipe américaine EF Education-EasyPost, où il est entraîné par l'ancien champion Michele Bartoli,. Parallèlement à sa carrière de coureur, il travaille dans une métallurgie où il termine son apprentissage en juillet 2022.
En 2023, il termine sixième d'Eschborn-Francfort et troisième de la Route d'Occitanie, où il remporte le classement des jeunes. Il fait ses débuts sur un grand tour lors du Tour d'Italie 2024, où il remporte la 17e étape, au sommet du Passo Brocon. 

## Palmarès
- 2019
  - 3e étape du Saarland Trofeo (contre-la-montre par équipes)
  - Tour du Valromey :
    - Classement général
    - 4e étape

  - 2e étape du Tour de Haute-Autriche juniors
- 2021
  - Gippinger Radsporttage[8]
  - 3e étape du Tour de la Vallée d'Aoste
  - 2e du Tour de Bulgarie
  - 3e du Tour de Lombardie amateurs
- 2022
  - 5e étape du Tour de l'Avenir (contre-la-montre par équipes)
- 2023
  - 3e de la Route d'Occitanie
  - 6e d'Eschborn-Francfort
- 2024
  - 17e étape du Tour d'Italie

### Résultats sur les grands tours

#### Tour d'Italie
2 participations
- 2024 : 33e, vainqueur de la 17e étape
- 2025 : 74e

### Classements mondiaux
| Année                                 | 2021 | 2022  | 2023 | 2024 |
| ------------------------------------- | ---- | ----- | ---- | ---- |
| Classement mondial                    | 589e | 1527e | 299e | 165e |
| UCI Europe Tour                       | 474e | 1023e | nc   | 135e |
|                                       |      |       |      |      |
| Légende : nc = non classéSource : UCI |      |       |      |      |